# Icosameron
L'Icosameron o per esteso Icosameron, ovvero Storia di Edoardo e di Elisabetta che passarono ottantun anni presso i Megamicri abitanti indigeni del Protocosmo nell'interno del nostro globo (Icosameron ou histoire d'Edouard, et d'Elisabeth qui passèrent quatre vingts ans chez les Mégramicres habitante aborigènes du Protocosme dans l'interieur de notre globe), edito in italiano anche come Edoardo ed Elisabetta, è un romanzo filosofico fantastico-fantascientifico del 1788 di Giacomo Casanova scritto in lingua francese.
È una storia divisa in cinque volumi che descrive un viaggio immaginario all'interno della Terra cava. Come molti viaggi fantastici, è presentato come un resoconto, di cui Casanova si dichiara traduttore dall'inglese. Il romanzo anticipa il genere del "mondo perduto", ma fu un clamoroso insuccesso e venne riscoperto solo nel 1921.

## Storia editoriale
Il romanzo fu pubblicato a Praga nel 1788 e lo stesso Casanova ne finanziò la stampa. L'opera non ebbe alcun successo, a causa di vari fattori, primo fra tutti la lunghezza sterminata (1.800 pagine), causata in gran parte da descrizioni di ambienti e rituali prolisse e piene di digressioni. L'insuccesso affondò definitivamente la già non florida situazione finanziaria dell'autore. Malgrado gli sforzi dei volenterosi sottoscrittori, si accumulò una perdita di duemila fiorini (secondo una nota autobiografica rinvenuta a Dux) o di ottocento zecchini (secondo una lettera a Pietro Antonio Zaguri), cifre comunque di grande rilievo, che costrinsero l'incauto scrittore e improvvisato editore a ricorrere a prestiti elargiti da usurai, che si garantì dando in pegno i pochissimi beni residui e perfino capi di vestiario.
Il libro cadde nel dimenticatoio per oltre un secolo quando ne venne riscoperta una traduzione tedesca nel 1921. Successivamente ne fu pubblicata una edizione fedele all'originale, sempre in cinque volumi, a Spoleto nel 1928 curata da Claudio Argentieri. Alla fine degli anni ottanta è stata ripubblicata una edizione in francese ridotta a circa 800 pagine.

## Trama
Edouard ed Elisabeth, fratello e sorella, dati per dispersi ottantuno anni prima ricompaiono dinnanzi ai genitori con l'aspetto di ragazzi venticinquenni. Essi raccontano la loro avventura di come caddero all'interno della Terra scoprendo l'utopia sotterranea dei Megamicri ("grandi-piccoli"), una razza di nani pacifici, multicolori ed ermafroditi. L'autore ipotizza che potrebbe trattarsi del vero Giardino dell'Eden.

## Influenza culturale
Il romanzo anticipa il genere fantastico-avventuroso del "mondo perduto", che diverrà molto popolare nella seconda metà del XIX secolo grazie ad autori quali Jules Verne, H. Rider Haggard e Arthur Conan Doyle. Il romanzo non poté avere tuttavia un'autentica influenza sulle opere successive, dato che a causa del suo insuccesso rimase dimenticato per un secolo e mezzo.

## Edizioni
- Icosameron ou histoire d'Edouard, et d'Elisabeth qui passèrent quatre vingts ans chez les Mégramicres habitante aborigènes du Protocosme dans l'interieur de notre globe, traduite de l'anglois par Jacques Casanova de Seingalt Vénitien Docteur èn lois Bibliothécaire de Monsieur le Comte de Waldstein seigneur de Dux Chambellan de S.M.I.R.A., Prague à l'imprimerie de l'école normale. Praga 1788.